# Études socialistes
Études socialistes est un recueil d’articles écrits par Jean Jaurès dans les Cahiers de la Quinzaine de Charles Péguy en 1901. Jaurès y exprime ses positions, parfois critiques, sur les tendances contemporaines des mouvements socialistes.

## Contenu

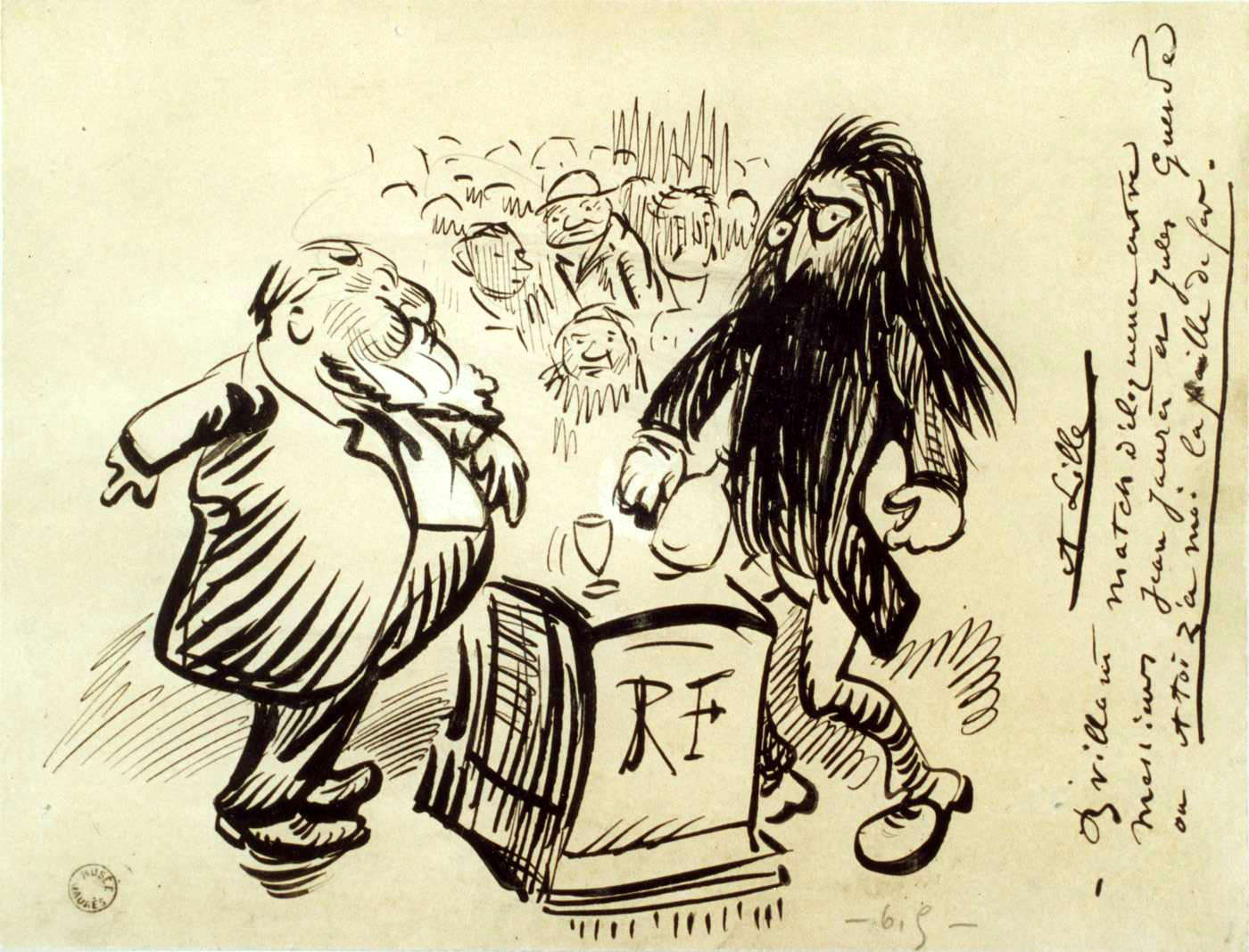
"Brillant match d'éloquence entre MM. Jean Jaurès et Jules Guesde", caricature illustrant l'effervescence des débats sur le socialisme en 1900.

Le recueil paru dans les Cahiers de la Quinzaine de Charles Péguy rassemble des textes publiés dans La  Petite  République. Jean Jaurès se démarque de ses alliés guesdistes. Sans rompre avec le matérialisme historique et le marxisme, il confirme que Le Manifeste du parti communiste n'est plus d'actualité et que pour la France,   "la  République  est  la  forme  politique  du  socialisme". Il manifeste donc une voie réformiste pour le socialisme, qui sera celle de son Parti socialiste français.

## Résumé par chapitres

### Evolution révolutionnaire
Grève générale et révolution 
La grève générale n’est pas la grève de l’ensemble d’un secteur, ni l’arrêt de tous les travailleurs, mais la grève de plusieurs secteurs importants de l’économie.
Les conditions de sa réussite sont cependant multiples : 
1. Son mot d’ordre doit être un sujet tenant à cœur tte la classe ouvrière (ex : la journée de 8h)
2. et auquel le reste de la population a été sensibilisé.
3. La grève générale doit être un exercice légal de la grève élargi et non un acte de violence déguisé.

Les théoriciens de la grève générale révolutionnaire fixent un terme trop vague (« l’avènement du communisme ») et très clivant. L’idée que des révolutionnaires professionnels détournent une grève devenue générale sans que les grévistes comprennent l’objectif final est antidémocratique. De plus, l’aspect clivant va provoquer une guerre civile qui va se transformer en guerre tout court : la grève diviserait donc la nation, or les représentants légalement élus pourraient fédérer de grandes forces contre les grévistes et mèneraient la grève générale à l’échec. Les buts des révolutions libérales et démocratiques étaient, eux, beaucoup plus précis : remplacer le pouvoir central.
Ainsi la grève générale ne peut être qu’une tactique de désespoir à n’utiliser que comme avertissement à la classe possédante. Elle ne saurait être une méthode de révolution et de prise de pouvoir.